# Liste der Kulturdenkmäler in Bermersheim
In der Liste der Kulturdenkmäler in Bermersheim sind alle Kulturdenkmäler der rheinland-pfälzischen Gemeinde Bermersheim aufgeführt. Grundlage ist die Denkmalliste des Landes Rheinland-Pfalz (Stand: 25. März 2025).

## Einzeldenkmäler
| Bezeichnung             | Lage                                          | Baujahr                            | Beschreibung                                                                 | Bild            |
| ----------------------- | --------------------------------------------- | ---------------------------------- | ---------------------------------------------------------------------------- | --------------- |
| Evangelische Kirche     | Alzeyer Straße 7 Lage                         | 1832–34                            | klassizistischer Rechtecksaal, 1832–34, Westturm 1902 aufgestockt            | Fotos hochladen |
| Wasserbehälter Gundheim | Wormser Straße 46 Lage                        | 1905                               | Wasserbehälter für Gundheim; barockisierender Typenbau, bezeichnet 1905      | BW              |
| Spolie                  | Zeller Straße, an Nr. 5 Lage                  | 1579                               | Fragment eines Rundbogenportals, Scheitelstein bezeichnet 1579               | BW              |
| Weinbergshaus           | östlich des Ortes; Flur Im Hasenlauf Lage     | zweite Hälfte des 18. Jahrhunderts | runder Kragkuppelbau, zweite Hälfte des 18. oder Anfang des 19. Jahrhunderts | BW              |
| Wasserbehälter          | südwestlich des Ortes; Flur Auf dem Berg Lage | 1905                               | Jugendstiltypenbau, bezeichnet 1905                                          | BW              |

## Ehemalige Kulturdenkmäler
| Bezeichnung | Lage                  | Baujahr                            | Beschreibung                                                                         | Bild |
| ----------- | --------------------- | ---------------------------------- | ------------------------------------------------------------------------------------ | ---- |
| Wohnhaus    | Wormser Straße 2 Lage | zweite Hälfte des 18. Jahrhunderts | spätbarockes Wohnhaus, zweite Hälfte des 18. Jahrhunderts; aus Denkmalliste gelöscht | BW   |